# Gennaro Nunziante
Gennaro Nunziante (né le 30 octobre 1963 à Bari) est un réalisateur et scénariste italien.

## Filmographie

### En tant que réalisateur
- 2009 : Cado dalle nubi (it)
- 2011 : Une bien belle journée (Che bella giornata)
- 2013 : Sole a catinelle
- 2016 : Quo vado?
- 2018 : Il vegetale (it)
- 2022 : Belli ciao (it)